# Joachim Hoitz
Joachim Hoitz (geboren am 6. März 1957 in Karlsruhe) ist ein deutscher Offizier und Generalarzt außer Dienst im Zentralen Sanitätsdienst der Bundeswehr. Er ist Facharzt für Anästhesiologie und Intensivmedizin und war in letzter Verwendung Kommandeur und Ärztlicher Direktor des Bundeswehrkrankenhauses Hamburg.

## Militärische Laufbahn
Hoitz begann seine Karriere nach dem Studium der Humanmedizin an der Universität Ulm im damaligen Bundeswehrkrankenhaus Kiel, wo er von 1983 bis 1984 als Assistenzarzt im klinischen Einweisungsjahr in den Abteilungen Chirurgie, Innere Medizin, Dermatologie tätig war. Er promovierte 1985 an der Universität Heidelberg zum Dr. med.
Von 1984 bis 1987 war er im Lufttransportgeschwader 63 Hohn und von 1987 bis 1989 im Jagdbombergeschwader 34 Memmingerberg Chef der Sanitätsstaffel.
In den Jahren 1989 bis 1990 war Hoitz im William Beaumont Army Medical Center in El Paso/Texas im Rahmen eines Medical Observer Training in den Bereichen Gastroenterologie, Kardiologie, Pulmologie, Anästhesie und Notaufnahme eingesetzt.
Von 1990 bis 1996 absolvierte er im Bundeswehrkrankenhaus Ulm die Ausbildung zum Facharzt für Anästhesiologie. Des Weiteren erwarb er die Zusatzbezeichnung Transfusionsmedizin.
Von 1996 bis 2001 war Hoitz am Bundeswehrkrankenhaus Ulm als Oberarzt der Abteilung Anästhesie und Intensivmedizin eingesetzt. In dieser Zeit erwarb er die Zusatzbezeichnungen „spezielle anästhesiologische Intensivmedizin“ und „Notfallmedizin“. Ebenso war er der Transfusionsverantwortliche am Bundeswehrkrankenhaus Ulm.
Von 2001 bis 2012 folgte die Verwendung als Leitender Arzt Abteilung Anästhesie und Intensivmedizin am Bundeswehrkrankenhaus Hamburg. Zeitgleich war er als Prüfer und Fachbeisitzer bei der Ärztekammer Hamburg für Anästhesiologie, Intensivmedizin und Notfallmedizin und als Mitglied des Weiterbildungsausschusses der Ärztekammer Hamburg akkreditiert.
Während er von 2003 bis 2012 bereits als stellvertretender Chefarzt, und von 2010 bis 2012 auch als Medizinischer Koordinator interdisziplinärer Prozesse tätig war, wurde er ab Juni 2012 mit der kommissarischen und zum 6. September 2012 mit der ständigen Leitung des Bundeswehrkrankenhauses Hamburg als Kommandeur und Ärztlicher Direktor (bis zum 30. September 2017 wurde die Bezeichnung „Chefarzt“ verwendet) beauftragt.
Am 26. September 2019 übergab Hoitz das Kommando an Admiralarzt Knut Reuter und trat nach 43 Dienstjahren in den Ruhestand.
Hoitz war in mehreren Auslandseinsätzen der Bundeswehr als Anästhesist eingesetzt.